# Sant Martí de Ca n'Amat Gros
Sant Martí de Ca n'Amat Gros és un capella romànica adossada al mas Amat Gros del municipi de Bescanó (Gironès) i inclosa en l'Inventari del Patrimoni Arquitectònic Català. És una construcció del segle x, modificada en els segles xii i xiii. Posteriorment fou remodelada amb decoració interior, construcció d'una sagristia al costat nord de l'absis i la reforma de l'absis, que va ser sobrealçat i acabat, i la part alta de la qual va quedar més estreta que la base preromànica.
L'edificació està unida perpendicularment a la façana de Ca n'Amat Gros. Per la tècnica de la nau està datada dels segles XII-XIII, encara que l'estructura sembla correspondre a un edifici preromànic. La capçalera és quadrangular i ha estat molt modificada.
És un petit edifici format per una nau coberta amb volta de canó i recolzada en arcs formers que reforcen els murs. Està capçada a llevant per un absis molt allargat, la coberta de la qual fou desmuntada en el moment de reformar la construcció. L'absis fou alçat i cobert amb una volta de rajol, actualment desapareguda, i situada en el mateix nivell que la volta de la nau. Està modificat també l'arc triomfal. La porta, amb un arc de dovelles de calcària, s'obre al sud. La tècnica constructiva de la porta és molt diferent de la resta, de còdols i de petits carreus units amb morter de calç i carreus de pedra sorrenca en els angles de l'absis.